# وارد هاوکینز
وارد هاوکینز (انگلیسی: Ward Hawkins؛ ۱۹۱۲–۱۹۹۰) رمان‌نویس و مؤلف اهل ایالات متحده آمریکا بود.
او به همراه برادرش «جان هاوکینز» نویسندگی می‌کرد و در دانشگاه اورگن مجموعه‌ای از دست‌نوشته‌های این دو برادر موجود است.
از فیلم‌ها یا مجموعه‌های تلویزیونی که وی در آن‌ها نقش داشته است می‌توان به ویرجینیایی اشاره نمود.